# Cylichna cylindracea
Cylichna cylindracea är en snäckart som först beskrevs av Thomas Pennant 1777.  Cylichna cylindracea ingår i släktet Cylichna och familjen Cylichnidae. Arten är reproducerande i Sverige. Inga underarter finns listade i Catalogue of Life.

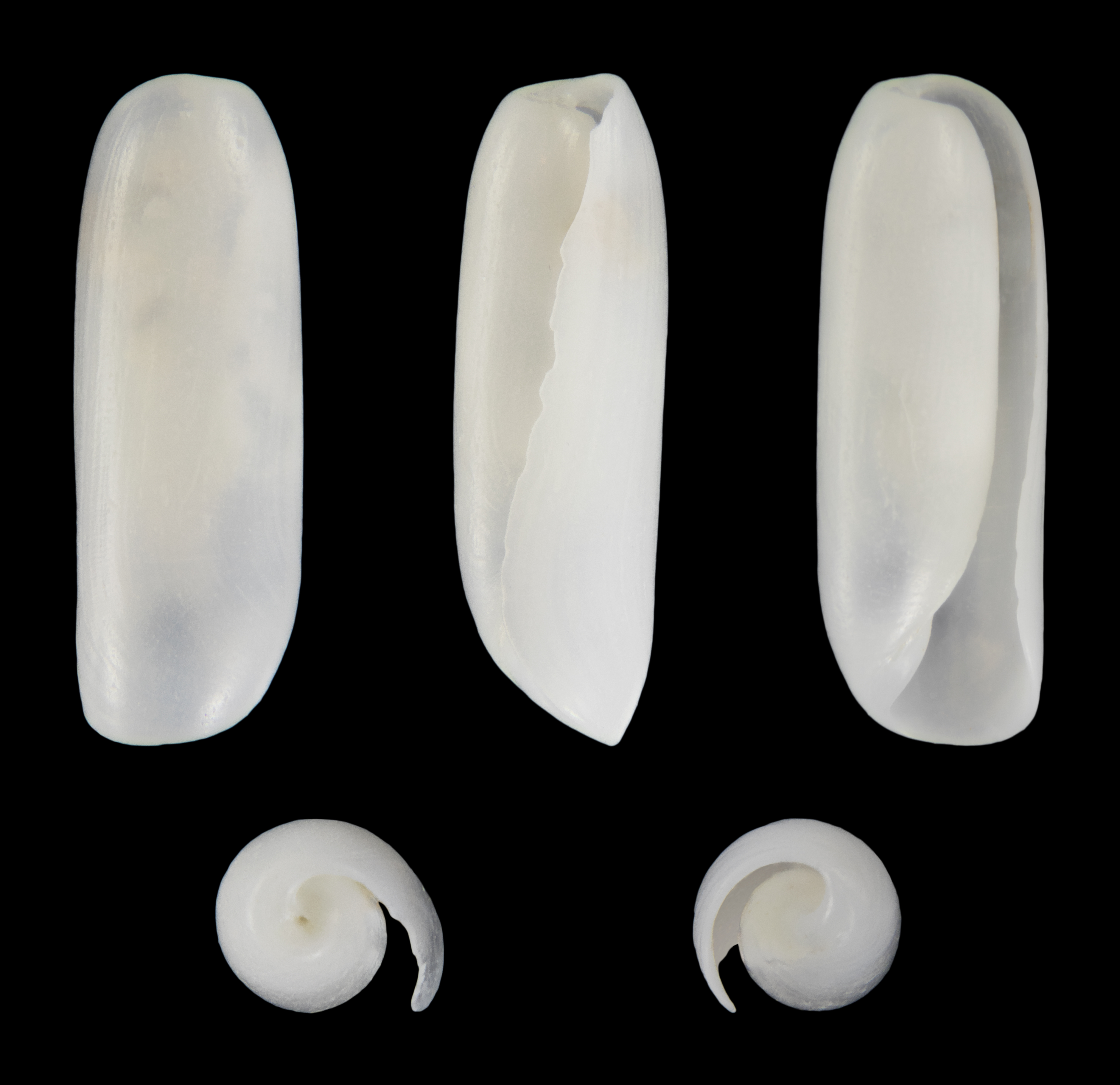